# 森崎 (横須賀市)
森崎（もりさき）は、神奈川県横須賀市の地名。現行行政地名は森崎一丁目から森崎六丁目。住居表示実施済区域。

## 地理
横須賀市の中央部にある衣笠地区に属し、北東に根岸町、南東に佐原、南に大矢部、西に衣笠町、北西に小矢部、北に公郷町と接している。

### 河川
- 平作川

### 地価
住宅地の地価は、2023年（令和5年）1月1日の公示地価によれば、森崎4-2-8の地点で9万9000円/m2となっている。

## 世帯数と人口
2023年（令和5年）4月1日現在（横須賀市発表）の世帯数と人口は以下の通りである。
| 丁目       | 世帯数    | 人口    |
| ---------- | --------- | ------- |
| 森崎一丁目 | 724世帯   | 1,168人 |
| 森崎二丁目 | 805世帯   | 1,652人 |
| 森崎三丁目 | 1,039世帯 | 2,479人 |
| 森崎四丁目 | 990世帯   | 2,132人 |
| 森崎五丁目 | 601世帯   | 1,457人 |
| 森崎六丁目 | 256世帯   | 521人   |
| 計         | 4,415世帯 | 9,409人 |

### 人口の変遷
国勢調査による人口の推移。
| 年                 | 人口   |
| ------------------ | ------ |
| 1995年（平成7年）  | 10,690 |
| 2000年（平成12年） | 10,075 |
| 2005年（平成17年） | 9,918  |
| 2010年（平成22年） | 8,787  |
| 2015年（平成27年） | 9,088  |
| 2020年（令和2年）  | 9,187  |

### 世帯数の変遷
国勢調査による世帯数の推移。
| 年                 | 世帯数 |
| ------------------ | ------ |
| 1995年（平成7年）  | 4,254  |
| 2000年（平成12年） | 4,196  |
| 2005年（平成17年） | 4,274  |
| 2010年（平成22年） | 3,723  |
| 2015年（平成27年） | 3,898  |
| 2020年（令和2年）  | 3,977  |

## 学区
市立小・中学校に通う場合、学区は以下の通りとなる（2022年3月時点）。
| 丁目       | 番・番地等    | 小学校               | 中学校                 |
| ---------- | ------------- | -------------------- | ---------------------- |
| 森崎一丁目 | 全域          | 横須賀市立森崎小学校 | 横須賀市立公郷中学校   |
| 森崎二丁目 | 17番 22〜26番 | 横須賀市立森崎小学校 | 横須賀市立大矢部中学校 |
| 森崎二丁目 | 上記以外      | 横須賀市立森崎小学校 | 横須賀市立公郷中学校   |
| 森崎三丁目 | 全域          | 横須賀市立森崎小学校 | 横須賀市立大矢部中学校 |
| 森崎四丁目 | 35番          | 横須賀市立森崎小学校 | 横須賀市立公郷中学校   |
| 森崎四丁目 | 上記以外      | 横須賀市立森崎小学校 | 横須賀市立大矢部中学校 |
| 森崎五丁目 | 全域          | 横須賀市立森崎小学校 | 横須賀市立大矢部中学校 |
| 森崎六丁目 | 全域          | 横須賀市立森崎小学校 | 横須賀市立大矢部中学校 |

## 事業所
2021年（令和3年）現在の経済センサス調査による事業所数と従業員数は以下の通りである。
| 丁目       | 事業所数  | 従業員数 |
| ---------- | --------- | -------- |
| 森崎一丁目 | 116事業所 | 1,595人  |
| 森崎二丁目 | 26事業所  | 174人    |
| 森崎三丁目 | 21事業所  | 182人    |
| 森崎四丁目 | 18事業所  | 55人     |
| 森崎五丁目 | 8事業所   | 91人     |
| 森崎六丁目 | 6事業所   | 22人     |
| 計         | 195事業所 | 2,119人  |

### 事業者数の変遷
経済センサスによる事業所数の推移。
| 年                 | 事業者数 |
| ------------------ | -------- |
| 2016年（平成28年） | 204      |
| 2021年（令和3年）  | 195      |

### 従業員数の変遷
経済センサスによる従業員数の推移。
| 年                 | 従業員数 |
| ------------------ | -------- |
| 2016年（平成28年） | 1,962    |
| 2021年（令和3年）  | 2,119    |

## 交通
- 神奈川県道27号横須賀葉山線

## 施設
- 横須賀市立森崎小学校
- 横須賀市立大矢部中学校
- 横須賀市立ろう学校[15]
- 横須賀森崎郵便局[16]
- 横須賀森崎四郵便局[17]

## その他

### 日本郵便
- 郵便番号 : 238-0023[2]（集配局 : 横須賀郵便局[18]）。